# Будай I
Будай I (д/н — 1567) — шамхал Газікумуський в 1557—1567 роках.

## Життєпис
Син газікумуського шамхала Умал Мухаммада I. Народився в Газі-Кумусі, проте точна дата невідома. Перша письмова згадка про Будая I відноситься до 1557 року, коли на нього скаржилися кабардинські князі московському цареві Івану IV. Втім можливо Будай I став шамхалом ще 1555 року, відправивши посольство до Москви.
Шамхал в союзі з тюменськими татарами здійснював активні напади на володіння Темрюка Ідаровича, правителя Малої Кабарди. У відповідь 1560 року астраханський воєвода Іван Чемерисов за наказом царя атакував володіння Будая I, сплюндрувавши Тарки. Втім останній зрештою змусив московитів відступити.
Після цього в союзі з Казі-мірзою, беєм Малої Ногайської орди, Пшепшуко Кайтукіном, великим князем Великої Кабарди, вирішив протидіяти московським зазіханням. Останні 1566 року спорудили Сунжинський острог. Для його знищення шамхал спільно з Кайтукіном та Казі-мірзою вирішив знищити острог, проте зазнав нищівної поразки від московсько-кабардинських військ, а сам загинув. Владу успадкував його брат або син Сурхай I.